# Полимерная глина

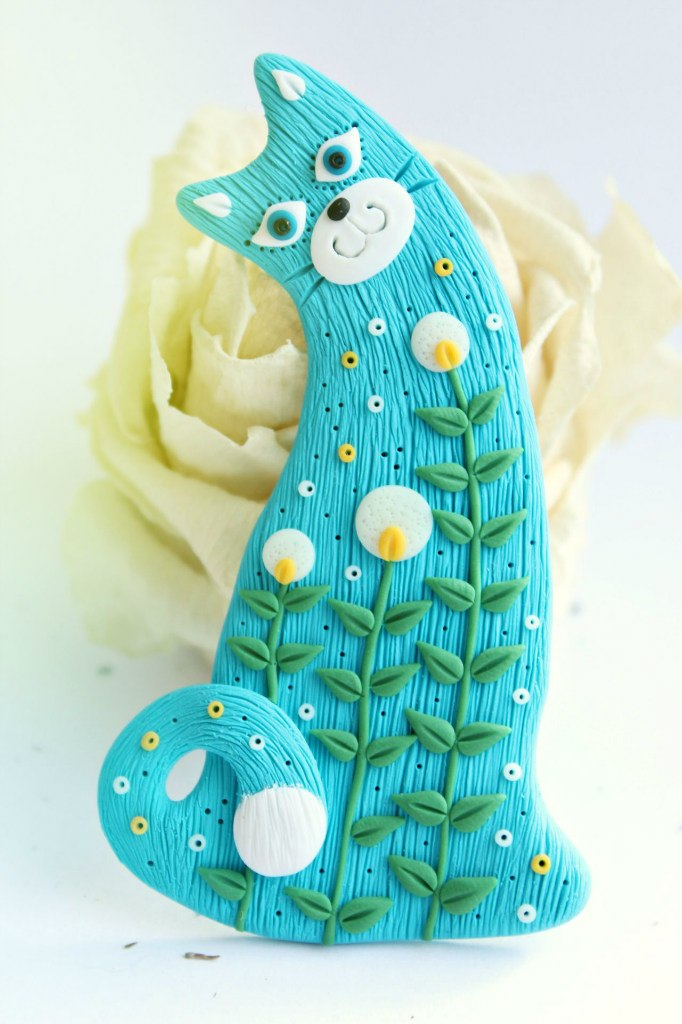
Кошка из полимерной глины

Полиме́рная гли́на (также, пла́стик или пла́стика) — пластичный материал для лепки небольших изделий (украшений, скульптур, кукол и др.) и моделирования, затвердевающий при нагревании до температуры 100—130 °C (в зависимости от производителя). Иногда полимерной глиной называют самозатвердевающие массы для моделирования и создания цветов.

## Основные свойства
Полимерная глина — это пластичная масса, по внешнему виду и на ощупь напоминает пластилин, обладает характерным запахом. Пластичность материалу обеспечивают пластификаторы, которые улетучиваются при нагревании материала до температуры 100—130 °C (в домашних условиях изделия «выпекают» в духовке). В процессе температурной обработки в материале происходит необратимый процесс полимеризации с образованием поливинилхлорида. Отвердевшие изделия могут быть раскрашены акриловыми и прочими красками, склеены между собой и с другими материалами.
Полимерные глины выпускают окрашенными в разные цвета. У различных производителей существуют линейки полимерных глин со специальными эффектами: металлик, полупрозрачный, блестящий, цвет камня, светящийся в темноте.
Некоторые производители изготавливают также жидкую полимерную глину — это прозрачный гель, который, аналогично обычной полимерной глине, твердеет при запекании. Жидкая полимерная глина используется в качестве клеящего вещества, а также как эмаль, застеклитель и маскирующий состав. Также с помощью жидкой полимерной глины возможно скопировать изображение, нанесённое на бумагу.

## Состав
Все полимерные глины содержат основу из ПВХ и один или несколько видов жидких пластификаторов. Пигменты могут быть добавлены к прозрачной основе, чтобы получить требуемый цвет, вместе с малыми количествами каолина, белого фарфора или других прозрачных компонентов там, где требуется прозрачность. Слюда может быть добавлена, чтобы создать перламутровый или металлический эффект.

## История
В начале 1930-х, в Германии Фифи Ребиндер разработала и выпустила глину, которую назвала Фифи Мозаик. Глина была предназначена для изготовления голов кукол. В 1964 году Ребиндер продала формулу этой глины Эберхарду Фаберу (Eberhard Faber), который «развил» её во всемирно известную в настоящее время марку ФИМО (Fimo).
В то же время другие производители разрабатывали продукт, очень похожий на Фимо. в конце 1950-х, в Аргентине итальянка Моника Рэста использовала глину, которая называлась Лиммо (Limmo). Лиммо также была разработана немецкой компанией, но не Эберхардом Фабером.
В те времена пластика использовалась для кукол, и моделирования миниатюр для КУКОЛЬНЫХ ДОМОВ (Doll’shouse). Поскольку пластика получила широкое распространение, то её можно было купить в игрушечных магазинах. Пьер Воулкос заказывал пластику Фимо из магазина в Германии в 1970. Тони Хаджес, который жил в Европе, еще будучи ребенком открыл для себя Фимо, Кэтлин Дастин познакомилась с Фимо, когда ходила в колледж за границей. 
В начале 1970-х семья по фамилии Шауп, которая эмигрировала в США из Германии в 1950 году, получила рождественскую посылку от бабушки. Внутри находилась упаковка Фимо. Миссис Шауп была очарована этой пластикой, стала лепить из неё орнаменты, фигурки и вскоре люди стали интересоваться у неё, где она достала эту пластику. Тогда безработный в тот момент муж миссис Шауп решил заняться импортом пластики в США. В 1975 году организованная им компания «Эксент Импортс» начала свою работу по импорту Фимо в США. Мистер Шауп демонстрировал магазинам все, что можно было делать с этой пластикой и организовал продажи.
Как только популярность пластики стала расти, другие американские компании, включая «Ди’с Дэлайт» в 1970 и «Американ Арт Кампани» (АМАСО) в 1980 г. стали импортёрами немецкой полимерной глины.

## Применение
Полимерная глина широко используется в декоративно-прикладном искусстве. Применяется для изготовления:
- сувениров, украшений, бижутерии;
- предметов интерьера;
- букетов и цветочных композиций;
- ёлочных игрушек;
- авторских кукол.
- Дизайнерское оформление посуды, в том числе кружек

Полимерная глина позволяет передать тонкие скульптурные детали, эффективно имитировать различные материалы и текстуры.
Характерным отличием от пластилина является возможность длительного хранения изделий.
Благодаря простоте работы и доступности технологий изготовление изделий ручной работы из полимерной глины стало источником дополнительного и основного дохода для многих людей.

## Безопасность
Самоотвердевающие легкие полимерные глины — детские массы для лепки, проходят тщательную экспертизу и разрешены с 3 лет (I-Clay, A-Clay и т. п.)
Бостонский институт материалов для искусства и ремёсел проводил исследование продукции основных производителей полимерной глины и заключил, что материалы соответствуют стандарту ASTM D-4236 для материалов для искусства и ремёсел, установленного Комитетом по безопасности продуктов потребления (Consumer Product Safety Commission). Исследования суммировали метаболизм и фармакокинетику фталатов, использовавшихся в полимерных глинах и оценочное поступление фталатов в организм профессиональных художников. Результаты показали, что количество полученных организмом фталатов через кожу меньше предполагавшегося, а количество попавших оральным путём — значительно ниже установленного Допустимого Суточного Приёма (ADI) для всех тестированных фталатов. Вместе с тем, корпорация «Vermont Public Interest Research Group» заключила, что использование полимерной глины может привести к небезопасным уровням получения организмом фталатных пластификаторов, особенно среди детей, через случайное проглатывание следов, остающихся на руках после работы.
К 2009 году Евросоюз и штат Калифорния приняли запрет на использование фталатов. Производители полимерных глин изменили состав и привели его в соответствие новым стандартам.